# Páros rövid program szinkronúszás a 2013-as úszó-világbajnokságon
A 2013-as úszó-világbajnokságon a szinkronúszáson belül a páros rövid programot július 21-én rendezték meg. Reggel a selejtezőket, este a döntőt.

## Érmesek
| Arany                                                | Ezüst                                 | Bronz                                    |
| RUS · Szvetlana Kolesznyicsenko · Szvetlana Romasina | CHN · Jiang Tingting · Jiang Wenwen · | ESP · Ona Carbonell · Margalida Crespí · |

## Eredmény
| Helyezés  | Versenyzők                                         | Nemzetiség | Selejtező | Selejtező | Döntő     | Döntő    |
| Helyezés  | Versenyzők                                         | Nemzetiség | Pont      | helyezés  | Pont      | Helyezés |
| --------- | -------------------------------------------------- | ---------- | --------- | --------- | --------- | -------- |
| Aranyérem | Szvetlana Kolesznyicsenko Svetlana Romashina       | RUS        | 97.000    | 1         | 97.300    | 1        |
| Ezüstérem | Jiang Tingting Jiang Wenwen                        | CHN        | 94.800    | 2         | 94.900    | 2        |
| Bronzérem | Ona Carbonell Margalida Crespí                     | ESP        | 93.900    | 3         | 93.800    | 3        |
| 4         | Lolita Ananasova Anna Voloshyna                    | UKR        | 91.800    | 4         | 92.400    | 4        |
| 5         | Yumi Adachi Yukiko Inui                            | JPN        | 90.400    | 5         | 91.700    | 5        |
| 6         | Chloe Isaac Karine Thomas                          | CAN        | 89.700    | 6         | 90.000    | 6        |
| 7         | Evangelia Platanioti Despoina Solomou              | GRE        | 89.200    | 7         | 88.300    | 7        |
| 8         | Olivia Allison Jenna Randall                       | GBR        | 87.700    | 8         | 87.800    | 8        |
| 9         | Linda Cerruti Costanza Ferro                       | ITA        | 87.300    | 9         | 87.800    | 9        |
| 10        | Kim Jin-Gyong Kim Jong-Hui                         | PRK        | 84.100    | 10        | 84.700    | 10       |
| 11        | Soňa Bernardová Alžběta Dufková                    | CZE        | 83.900    | 11        | 84.600    | 11       |
| 12        | Isabel Delgado Plancarte Nuria Diosdado García     | MEX        | 83.300    | 12        | 83.800    | 12       |
| 13        | Lorena Molinos Giovana Stephan                     | BRA        | 83.300    | 13        | 82.500    | 13       |
| 14        | Pamela Fischer Anja Nyffeler                       | SUI        | 82.000    | 14        | 82.200    | 14       |
| 15        | Etel Sanchez Sofia Sanchez                         | ARG        | 79.300    | 15        | 79.800    | 15       |
| 16        | Alexandra Nemich Yekaterina Nemich                 | KAZ        | 78.000    | 16        | 78.300    | 16       |
| 16.5      | H09.5                                              |            |           |           | 00:55.635 | O        |
| 17        | Estefania Alvarez Piedrahita Monica Arango Estrada | COL        | 77.700    | 17        |           |          |
| 18        | Wiebke Jeske Edith Zeppenfeld                      | GER        | 77.600    | 18        |           |          |
| 19        | Iryna Limanouskaya Iya Zhyshkevich                 | BLR        | 77.300    | 19        |           |          |
| 20        | Kristina Krajčovičová Jana Labáthová               | SVK        | 77.100    | 20        |           |          |
| 21        | Anastasiya Ruzmetova Anastasiya Zdraykovskaya      | UZB        | 72.100    | 21        |           |          |
| 22        | Olia Burtaev Bianca Hammett                        | AUS        | 71.700    | 22        |           |          |
| 23        | Caitlin Anderson Kirstin Anderson                  | NZL        | 71.200    | 23        |           |          |
| 24        | Gu Se-Ul Kim Ka-Young                              | KOR        | 70.800    | 24        |           |          |
| 25        | Ana Çekiç Jovana Petrović                          | SRB        | 70.000    | 25        |           |          |
| 26        | Chen Mei Qi Stephanie Yap Yu Hui Crystal           | SIN        | 69.800    | 26        |           |          |
| 27        | Anouk Stephanie Eman Kyra Hoevertsz                | ARU        | 69.600    | 27        |           |          |
| 28        | Maria Kirkova Katlina Yordanova                    | BUL        | 68.500    | 28        |           |          |
| 29        | Albany Avila Karla Loaiza                          | VEN        | 67.200    | 29        |           |          |
| 30        | Bianca Benavides Violeta Mitnian                   | CRC        | 66.300    | 30        |           |          |
| 31        | Cho Man Yee Nora Lau Michelle Hoi Ting             | HKG        | 61.800    | 31        |           |          |
| 32        | Carmen Alfonso Rodriguez Odailys Suarez Castillo   | CUB        | 31.100    | 32        |           |          |
| 33        | Aphichaya Saengrusamee Arpapat Saengrusamee        | THA        | 55.400    | 33        |           |          |